# Pyoseon
Pyoseon o P'yoson o P'yosŏl-li es una población de Corea del Sur en la costa suroriental de la isla de Jeju. Cerca, está el puerto del mismo nombre.
Posee una playa de interés turístico.